# Annone di Brianza
Annone di Brianza là một đô thị trong tỉnh Lecco, trong vùng Lombardia của Ý, cự ly khoảng 40 km về phía đông bắc của Milan và khoảng 9 km về phía tây nam của Lecco. Tại thời điểm ngày 31 tháng 12 năm 2004, đô thị này có dân số 2.045 người và diện tích là 5,8 km². Lago di Annone is located on its borders.
Annone di Brianza giáp các đô thị: Bosisio Parini, Cesana Brianza, Civate, Galbiate, Molteno, Oggiono, Suello.